# بولن-آن-بری
بولن-آن-بری (به فرانسوی: Baulne-en-Brie) یک کمون در فرانسه است که در ان (ا-دو-فرانس) واقع شده‌است.

## خصوصیات
بُلن-آن-بری ۱۸٫۸۹ کیلومترمربع مساحت و ۲۸۸ نفر جمعیت دارد و ۱۰۰ متر بالاتر از سطح دریا واقع شده‌است.